# 門脇重雄
門脇 重雄（かどわき しげお、嘉永5年2月8日（1852年2月27日） - 大正10年（1921年）12月15日）は、日本の実業家、政治家。元渡村長、渡村会議員、鳥取県会議員、衆議院議員。鳥取県士族。

## 人物概要
渡の日御崎神社神官から身をおこし新政府の高官となった門脇重綾の二男。福羽美静の東京英和学校に在学中父の死に遭い帰郷した。県会二期（第九代議長、第七代副議長）、国会三期を歴任し、県下の自由党、後の政友会のリーダーとして活躍した。養蚕業の振興、中海埋立をはじめ、米子銀行･県農工銀行創立や山陰電気株式会社設立等、殖産勧業面でも優れた業績を残した。

## 略年譜
- 嘉永5年（1852年）

2月8日 - 伯耆国会見郡渡村（現・鳥取県境港市渡町）に門脇重綾の二男として生まれる　
- 鳥取藩校尚徳館に学ぶ
- 慶応4年（1868年）

- 山陰道鎮撫使西園寺公望来鳥のおりに父・重綾とともに随行を命じられる
- 明治5年（1872年）

- 家を継ぐ
- 明治19年（1886年）

- 鳥取県会議員当選
- 明治22年（1889年）

- 副議長
- 明治23年（1890年）

7月 - 国会開設に伴う第1回衆議院議員総選挙が実施され、本県第三区（会見･汗入･日野三郡）から立候補したが松南宏雅に敗れ落選
- 明治24年（1891年）

3月 - 議長
8月 - 衆議院議員補欠選挙で当選
- 明治25年（1892年）

- 米子米綿取引所を創設し理事長に就任 山陰電気創立委員取締役　
- 明治27年（1894年）

9月 - 衆議院議員当選
- 明治31年（1898年）

8月 - 衆議院議員当選
- 大正10年（1921年）

12月15日 - 死去 墓は境港市渡町･門脇家墓地にある

## 国会開設と会見県設置運動

### 第一回衆議院選挙
明治23年（1890年）7月、国会開設に伴う第一回衆議院議員選挙が実施され、本県第三区（会見・汗入・日野三郡）から県会議員門脇重雄が立候補した。
直接国税15円以上納入者が選挙人という厳しい制限選挙であったため、事前運動、選挙運動は熾烈を極め、汗入・会見郡長森田幹が門脇の運動に郡役所の吏員を奔走させ問題となった。門脇はこの選挙で松南宏雅に敗れ落選したが、この間に県会議長を務め、翌年8月松南辞任による補欠選挙で国会議員となった。
国会開設によって自由民権運動が再び高揚し、選挙応援を兼ねた民党（野党である自由党・改進党）、吏党（政府側与党）の活発な地方遊説が行われた。明治26年（1893年）には自由党総理板垣退助の来鳥を機に、米子に自由党鳥取県支部が置かれ県下における政党活動の先陣を切った。門脇はそのリーダーであった。

### 門脇重雄と渡部芳造
一方、明治25年（1892年）の第二回総選挙で現職の門脇を破って当選した渡部芳造（渡村） は吏党系で、以後2人は選挙の度に争い議席を分け合った。第三回総選挙では門脇は機関紙｢米子毎日新聞｣まで出して雪辱を期したが、再び渡部に敗れた。渡部の勝因は、綿花の輸入関税撤廃に反対する弓浜の有権者がこぞって渡部を推したため、と伝えられている。
明治35年（1902年）からは鳥取市を除く全県郡部が一選挙区となり、政友会（旧自由党）対帝国党の時代を迎えた。門脇も政友会から立ったが、落選した。

### 会見県設置運動
明治23年（1890年）8月ごろから、島根県石見地方の広島県との合併運動に呼応して、残りの島根県と鳥取県を合併して会見県とし、米子に県庁を置こうという運動が起こった。いわば同14年の再置に反対して島根県との合併を望んだ本県西部の運動が、国会開設の波に乗って再燃したといえる。
米子を中心に、会見・汗入・日野三郡からなるこの運動は、会長に米子町長遠藤春彦を据え、広範な支持を得て帝国議会・内閣に向けての請願を行った。北弓浜からは門脇重雄、稲賀龍二が委員として参画し、門脇はこの運動途上に二度の選挙をして国会議員となった。
明治24年（1891年）10月に出された「会見県設置請願書」は、両県の合併を山陰地方全般の振興から訴えた画期的なもので、この観点から「商業上海防上山陰道一の要衝」境港に注目して、県庁は必ず境の近くに置くべきと述べている。
この請願もまた実現には至らなかったが、こうした運動を通して大陸進出を目指す時代の商港・軍港として境の港が脚光を浴び、両県振興上の要（かなめ）と認識されるようになっていった。

## 人物像
明治15年（1882年）麦垣地先の干拓を計画し、三軒屋（現・三軒屋町）永井謙の協力を得て明治22年（1889年）工事に着手した。5年の歳月をかけ三区画（字門脇・門脇灘・当成灘）10町12歩の新田を造成した。同時に龍が山周辺の開墾を進め畑地5町5反、宅地5反8畝歩を造成した。

## 家族・親族

### 門脇家
（鳥取県西伯郡渡村（現境港市渡町）、鳥取市掛出町）
渡村日御崎神社の神官門脇家の祖・16世幸高は尼子経久の家臣として戦功を挙げた。17世高政は尼子氏滅亡後大根島入江に移住した。18世重高は元亀2年（1571年）渡村に移住し、江島祇園社と篠津村十羅刹女神社の神官として奉仕した。（『渡村門脇家系譜』）
- 父・重綾[1]
- 男・顕次[1]

明治10年（1877年）1月生 -没
- 同妻・てるの（鳥取、平・大塚誠太郎三女）

- 女・しけの（鳥取県平民・松本久太郎長男亮太郎に嫁す[1]

明治21年（1888年）1月生 - 没
- 男・武四郎（鳥取県平民・田中庄次郎二男清太郎の養子になる[1]
- 男・文吾[1]

明治23年（1890年）4月生 - 没
- 庶子男・六郎（生母、大阪、平・山本ゆき[1]）

明治37年（1904年）3月生 - 没